# Albertsdorf (Fehmarn)
Albertsdorf ist ein Ortsteil der Stadt Fehmarn, Kreis Ostholstein in Schleswig-Holstein.
Das Dorf liegt im Südwesten der Insel Fehmarn etwa 1 km vom Meer entfernt. Bis 1872 war es durch einen Kanal mit der Ostsee verbunden. Noch heute wird das Ortsbild durch zwei Dorfteiche, teilweise noch mit Reet gedeckte Häuser und durch die Landwirtschaft geprägt.

## Sehenswürdigkeiten
Im Süden des Dorfes steht an der Hauptstraße ein  Dodelstein. Dieser Begriff bezeichnet auf Fehmarn einen Stein mit einer  Hausmarke, der die Grenzen eines Hofes oder Grundstücks markiert. Hausmarke nennt man auf Fehmarn ein Symbol, mit dem früher die zu einem bestimmten Haus gehörenden Gebäude, Gerätschaften, Grenzsteine und Ähnliches gekennzeichnet wurden. Nur freie Bauern verfügten über Hausmarken, nicht jedoch Tagelöhner oder Handwerker. Ursprünglich waren auf Fehmarn über 200 verschiedene Hausmarken in Gebrauch. Manche von ihnen ähnelten germanischen Runen oder geometrischen Figuren. Demzufolge waren Dodelsteine als Grenzmarkierungen weit verbreitet, heute sind  nur noch wenige erhalten. Auch die Hausmarken, bis ins 17. Jahrhundert hinein auch als Siegel oder als Ersatz für eine Unterschrift in Gebrauch, sind heute nur noch selten zu sehen, z. B. auf den Betschemeln in der St.-Petri-Kirche in Landkirchen oder an den Kirchenbänken in St. Nikolai in Burg auf Fehmarn. Auch am Aalhus, einem reetgedeckten Fachwerkhaus in Landkirchen, ist noch die Hausmarke zu erkennen.
Sehenswert ist außerdem der Alversteen, ein rund 5500 Jahre altes Megalithgrab aus der Jungsteinzeit, das sich etwa 1 km südwestlich des Dorfes am Ostseedeich befindet.
Zur Volkszählung am 25. Mai 1987 hatte das Dorf 82 Einwohner in 27 Haushalten. Es gehörte zu diesem Zeitpunkt zur Gemeinde Landkirchen auf Fehmarn, nachdem die bis dahin selbständige Gemeinde 1937 nach Avendorf und Avendorf am 1. Januar 1978 nach Landkirchen eingegliedert wurde.